# Campionati europei under 23 di atletica leggera 2023
I XIV Campionati europei under 23 di atletica leggera (in inglese: 2023 European Athletics U23 Championships) si sono disputati a Espoo, in Finlandia, dal 13 al 16 luglio 2023, per la seconda volta in questo paese, dopo Tampere 2013.

## Nazioni partecipanti
Erano iscritti 1152 atleti (601 uomini e 551 donne).
- Andorra
- Armenia
- Austria
- Belgio
- Bulgaria
- Cipro
- Croazia
- Danimarca
- Estonia
- Finlandia
- Francia
- Germania
- Gran Bretagna
- Grecia
- Irlanda
- Islanda
- Israele
- Italia
- Kosovo
- Lettonia
- Lituania
- Lussemburgo
- Malta
- Moldavia
- Norvegia
- Paesi Bassi
- Polonia
- Portogallo
- Rep. Ceca
- Romania
- San Marino
- Serbia
- Slovacchia
- Slovenia
- Spagna
- Svezia
- Svizzera
- Turchia
- Ucraina
- Ungheria

Sono escluse la Russia e la Bielorussia.

## Risultati

### Uomini
| Specialità | Oro | Prestazione | Argento                                                                                     | Prestazione | Bronzo                                                                                           | Prestazione   |
| Corse piane | |             |                                                                                             |             |                                                                                                  |               |
| 100 m | Jeremiah Azu                                                                                              | 10"05 w     | Raphael Bouju                                                                               | 10"17 w     | Pablo Matéo                                                                                      | 10"18 w       |
| 200 m | Blessing Afrifah                                                                                          | 20"67       | Raphael Bouju                                                                               | 20"68       | Timothé Mumenthaler                                                                              | 20"85         |
| 400 m | Håvard Bentdal Ingvaldsen                                                                                 | 45"13       | Lionel Spitz                                                                                | 45"27       | Attila Molnár                                                                                    | 45"36         |
| 800 m | Yanis Meziane                                                                                             | 1'45"92     | Ethan Hussey                                                                                | 1'45"95     | Paul Anselmini                                                                                   | 1'45"99       |
| 1 500 m | Stefan Nillessen                                                                                          | 3'43"35     | Mohamed Attaoui                                                                             | 3'43"63     | Samuel Pihlström                                                                                 | 3'43"73       |
| 5 000 m | Charles Hicks                                                                                             | 13'35"07    | Eemil Helander                                                                              | 13'40"15    | Will Barnicoat                                                                                   | 13'45"24      |
| 10 000 m | Rory Leonard                                                                                              | 29'08"33    | Francesco Guerra                                                                            | 29'11"86    | Miguel Baidal                                                                                    | 29'14"91      |
| Corse a ostacoli | |             |                                                                                             |             |                                                                                                  |               |
| 110 m hs | Sasha Zhoya                                                                                               | 13"31       | Lorenzo Simonelli                                                                           | 13"36       | Erwann Cinna                                                                                     | 13"47         |
| 400 m hs | İsmail Nezir                                                                                              | 49"19       | Berke Akçam                                                                                 | 49"48       | Oskar Edlund                                                                                     | 49"57         |
| 3 000 m siepi | Alejandro Quijada                                                                                         | 8'28"91     | Etson Barros                                                                                | 8'32"08     | Baptiste Guyon                                                                                   | 8'33"64       |
| Salti | |             |                                                                                             |             |                                                                                                  |               |
| Salto in alto | Ali Eren Ünlü                                                                                             | 2,22 m      | Oleh Doroshchuk                                                                             | 2,19 m      | Non assegnata                                                                                    | Non assegnata |
| Salto in alto | Ali Eren Ünlü                                                                                             | 2,22 m      | Roman Petruk                                                                                | 2,19 m      | Non assegnata                                                                                    | Non assegnata |
| Salto con l'asta | Juho Alasaari                                                                                             | 5,71 m =    | Robin Emig                                                                                  | 5,66 m      | Pål Haugen Lillefosse                                                                            | 5,66 m        |
| Salto in lungo | Henrik Flåtnes                                                                                            | 7,96 m      | Simon Batz                                                                                  | 7,72 m      | Mátyás Németh                                                                                    | 7,71 m        |
| Salto triplo | Simon Gore                                                                                                | 16,40 m     | Gabriel Wallmark                                                                            | 16,24 m     | Batuhan Çakir                                                                                    | 16,16 m       |
| Lanci | |             |                                                                                             |             |                                                                                                  |               |
| Getto del peso | Tizian Lauria                                                                                             | 19,80 m     | Eric Maihöfer                                                                               | 19,44 m     | Muhamet Ramadani                                                                                 | 19,20 m       |
| Lancio del disco | Mykolas Alekna                                                                                            | 68,34 m     | Marius Karges                                                                               | 62,56 m     | Yasiel Sotero                                                                                    | 61,69 m       |
| Lancio del martello | Mychajlo Kochan                                                                                           | 77,21 m     | Merlin Hummel                                                                               | 75,61 m     | Sören Klose                                                                                      | 73,70 m       |
| Lancio del giavellotto | Artur Felfner                                                                                             | 83,04 m     | Topias Laine                                                                                | 79,77 m     | Michele Fina                                                                                     | 77,23 m       |
| Staffette | |             |                                                                                             |             |                                                                                                  |               |
| Staffetta 4×100 m | Italia Erik Marek Matteo Melluzzo Marco Ricci Junior Tardioli Angelo Ulisse*                              | 38"92       | Francia Jordan Jalce Hugo Cerra Mohammed Badru Pablo Mateo Edmilson Varela* Aurelien Larue* | 38"92       | Polonia Igor Bogaczyński Adam Łukomski Łukasz Żok Patryk Krupa Jakub Lempach* Anton Bachorski*   | 39"06         |
| Staffetta 4×400 m | Italia Luca Sito Riccardo Meli Francesco Domenico Rossi Lorenzo Benati Andrea Panassidi* Matteo Raimondi* | 3'02"49     | Turchia Ilyas Çanakçi Kubilay Ençü Berke Akçam İsmail Nezir Yagiz Canli* Oğuzhan Kaya*      | 3'03"04     | Gran Bretagna Ethan Brown Brodie Young Samuel Reardon Edward Faulds Isaac Cory* Emmanuel Agyare* | 3'03"12       |
| Prove su strada | |             |                                                                                             |             |                                                                                                  |               |
| Marcia 20 km | Paul McGrath                                                                                              | 1h21'03"    | Andrea Cosi                                                                                 | 1h23'02" ~  | Jerry Jokinen                                                                                    | 1h24'41"      |
| Prove multiple | |             |                                                                                             |             |                                                                                                  |               |
| Decathlon | Markus Rooth                                                                                              | 8 608 p.    | Sander Skotheim                                                                             | 8 561 p.    | Sven Roosen                                                                                      | 8 128 p.      |
| record mondiale; record mondiale stagionale; miglior prestazione mondiale under 23; miglior prestazione mondiale stagionale under 23; record europeo; miglior prestazione europea stagionale; miglior prestazione europea under 23; miglior prestazione europea stagionale under 23; record dei campionati; record nazionale; record nazionale under 23; record personale; record personale stagionale. | |             |                                                                                             |             |                                                                                                  |               |

### Donne
| Specialità | Oro | Prestazione | Argento | Prestazione | Bronzo                                                                          | Prestazione |
| Corse piane | |             | |             |                                                                                 |             |
| 100 m | N'Ketia Seedo                                                                                           | 11"22       | Boglárka Takács                                                                                               | 11"30       | Melissa Gutschmidt                                                              | 11"33       |
| 200 m | Delphine Nkansa                                                                                         | 23"31       | Boglárka Takács                                                                                               | 23"33       | Polyniki Emmanouilidou                                                          | 23"41       |
| 400 m | Yemi Mary John                                                                                          | 51"04       | Henriette Jæger                                                                                               | 51"06       | Keely Hodgkinson                                                                | 51"76       |
| 800 m | Daniela García                                                                                          | 2'02"96     | Veera Mattila                                                                                                 | 2'03"14     | Georgia-Maria Despollari                                                        | 2'04"14     |
| 1 500 m | Sophie O'Sullivan                                                                                       | 4'07"18     | Sarah Healy                                                                                                   | 4'07"36     | Shannon Flockhart                                                               | 4'08"37     |
| 5 000 m | Megan Keith                                                                                             | 15'34"33    | Maria Forero                                                                                                  | 15'43"22    | Amina Maatoug                                                                   | 15'50"83    |
| 10 000 m | Alice Goodall                                                                                           | 33'16"45    | Sara Nestola                                                                                                  | 33'17"51    | Aurora Bado                                                                     | 34'12"75    |
| Corse a ostacoli | |             | |             |                                                                                 |             |
| 100 m hs | Ditaji Kambundji                                                                                        | 12"68       | Elena Carraro                                                                                                 | 12"97       | Anna Tóth                                                                       | 12"97       |
| 400 m hs | Andrea Rooth                                                                                            | 55"78       | Louise Maraval                                                                                                | 55"83       | Lena Pressler                                                                   | 55"94       |
| 3 000 m siepi | Olivia Gürth                                                                                            | 9'26"98     | Greta Karinauskaitė                                                                                           | 9'30"96     | Marta Serrano                                                                   | 9'41"47     |
| Salti | |             | |             |                                                                                 |             |
| Salto in alto | Elena Kulichenko                                                                                        | 1,91 m      | Panagiota Dosi                                                                                                | 1,89 m      | Wiktoria Miąso                                                                  | 1,87 m      |
| Salto con l'asta | Marie-Julie Bonnin                                                                                      | 4,50 m =    | Elien Vekemans                                                                                                | 4,45 m      | Kitty Friele Faye                                                               | 4,40 m      |
| Salto in lungo | Larissa Iapichino                                                                                       | 6,93 m =    | Maja Åskag | 6,73 m      | Tessy Ebosele                                                                   | 6,63 m      |
| Salto triplo | María Vicente                                                                                           | 14,21 m = = | Maja Åskag | 13,76 m     | Jessica Kähärä                                                                  | 13,59 m     |
| Lanci | |             | |             |                                                                                 |             |
| Getto del peso | Alida Van Daalen                                                                                        | 18,32 m     | Serena Vincent                                                                                                | 16,93 m     | Emilia Kangas                                                                   | 16,75 m     |
| Lancio del disco | Alida Van Daalen                                                                                        | 56,77 m     | Özlem Becerek                                                                                                 | 55,38 m     | Lotta Flatum                                                                    | 54,45 m     |
| Lancio del martello | Silja Kosonen                                                                                           | 73,71 m     | Charlotte Payne                                                                                               | 69,22 m     | Aileen Kuhn                                                                     | 68,30 m     |
| Lancio del giavellotto | Elina Tzengko                                                                                           | 60,73 m     | Gedly Tugi | 57,62 m     | Anni-Linnea Alanen                                                              | 56,67 m     |
| Staffette | |             | |             |                                                                                 |             |
| Staffetta 4×100 m | Gran Bretagna Cassie-Ann Pemberton Amy Hunt Alyson Bell Aleeya Sibbons                                  | 43"04       | Francia Hillary Gode Marie-ange Rimlinger Gémima Joseph Paméra Losange Serena Koussi* Leelou Martial-Ehoulet* | 43"39       | Svizzera Nathacha Kouni Iris Caligiuri Léonie Pointet Melissa Gutschmidt        | 43"59       |
| Staffetta 4×400 m | Francia Lea Thery-Demarque Cassandra Delaunay-Belleville Pauline Toriel Louise Maraval Marina Lasserre* | 3'30"60     | Svizzera Michelle Gröbli Lena Wernli Giulia Senn Catia Gubelmann Aline Yuille*                                | 3'30"62     | Spagna Rocio Arroyo Berta Segura Blanca Hervás Carmen Avilés Ana Garitaonandia* | 3'31"11     |
| Prove su strada | |             | |             |                                                                                 |             |
| Marcia 20 km | Pauline Stey                                                                                            | 1h31'17"    | Alexandrina Mihai                                                                                             | 1h32'32"    | Camille Moutard                                                                 | 1h35'40" ~  |
| Prove multiple | |             | |             |                                                                                 |             |
| Eptathlon | Saga Vanninen                                                                                           | 6 317 p.    | Sofie Dokter                                                                                                  | 6 256 p.    | Pippi Lotta Enok                                                                | 6 002 p.    |
| record mondiale; record mondiale stagionale; miglior prestazione mondiale under 23; miglior prestazione mondiale stagionale under 23; record europeo; miglior prestazione europea stagionale; miglior prestazione europea under 23; miglior prestazione europea stagionale under 23; record dei campionati; record nazionale; record nazionale under 23; record personale; record personale stagionale. | |             | |             |                                                                                 |             |

## Medagliere
Legenda
     Paese ospitante
| Posizione | Paese         | Oro | Argento | Bronzo | Totale |
| --------- | ------------- | --- | ------- | ------ | ------ |
| 1         | Gran Bretagna | 7   | 3       | 4      | 14     |
| 2         | Francia       | 6   | 4       | 5      | 15     |
| 3         | Paesi Bassi   | 4   | 3       | 2      | 9      |
| 4         | Spagna        | 4   | 2       | 5      | 11     |
| 5         | Norvegia      | 4   | 2       | 3      | 9      |
| 6         | Italia        | 3   | 6       | 2      | 11     |
| 7         | Finlandia     | 3   | 3       | 4      | 10     |
| 8         | Germania      | 2   | 4       | 2      | 8      |
| 9         | Turchia       | 2   | 3       | 1      | 6      |
| 10        | Ucraina       | 2   | 2       | 0      | 4      |
| 11        | Svizzera      | 1   | 2       | 3      | 6      |
| 12        | Grecia        | 1   | 1       | 2      | 4      |
| 13        | Belgio        | 1   | 1       | 0      | 2      |
| 13        | Irlanda       | 1   | 1       | 0      | 2      |
| 13        | Lituania      | 1   | 1       | 0      | 2      |
| 16        | Cipro         | 1   | 0       | 0      | 1      |
| 16        | Israele       | 1   | 0       | 0      | 1      |
| 18        | Svezia        | 0   | 3       | 2      | 5      |
| 19        | Ungheria      | 0   | 2       | 3      | 5      |
| 20        | Estonia       | 0   | 1       | 1      | 2      |
| 21        | Portogallo    | 0   | 1       | 0      | 1      |
| 22        | Polonia       | 0   | 0       | 2      | 2      |
| 23        | Austria       | 0   | 0       | 1      | 1      |
| 23        | Kosovo        | 0   | 0       | 1      | 1      |
| Totale    | Totale        | 44  | 45      | 43     | 132    |